# Buxières-lès-Villiers
Buxières-lès-Villiers – miejscowość i gmina we Francji, w regionie Grand Est, w departamencie Górna Marna.
Według danych na rok 1990 gminę zamieszkiwały 162 osoby, a gęstość zaludnienia wynosiła 33 osób/km².